# Sirkka Selja
Sirkka Selja, född 20 mars 1920 i Koskis, död 17 augusti 2017 i Hollola, var en finländsk poet.
Med Edith Södergran som främsta förebild skrev Selja personlig lyrik, där kvinnorollen vävs samman med naturmystik. Från det modernistiska tonläget i Taman lauluja (1945) sökte hon sig till folkviseartade motiv, med inslag av satirisk prosadikt, i samlingarna Niinkuin ovi (1953), Kissansilmät (1971), Unitie (1985) och Puut herättävät muistini (2000). Aurinko on tallella (1988) är ett rikt urval med dikter 1942–1985. Hon tilldelades Pro Finlandia-medaljen 1970 och Aleksis Kivipriset 1987.